# Austroagalloides brunnea
Austroagalloides brunnea  (лат.) — вид прыгающих насекомых рода Austroagalloides из семейства цикадок (Cicadellidae). Эндемики Австралии. Длина 6 мм. Желтовато-коричневые, глаза серые. Встречаются на деревьях и кустарниках. Цилиндрической формы цикадки; голова короткая, округлённая. Макросетальная формула задних бёдер равна 2+0. Глаза крупные, так что голова вместе с глазами выглядит шире пронотума.